# Ducula rosacea
La dúcula rosácea o dúcula de cabeza rosada (Ducula rosacea) es un ave columbiforme de la familia Columbidae.

## Distribución geográfica
Es endémico de algunas islas menores de la Sonda, algunas de las islas Molucas, algunas islas del mar de Java y del mar de Flores.

## Estado de conservación
Está amenazada por la pérdida de hábitat y por su caza.